# Styppeiochloa gynoglossa
Styppeiochloa gynoglossa är en gräsart som först beskrevs av Antonie Petrus Gerhardy Goossens, och fick sitt nu gällande namn av De Winter. Styppeiochloa gynoglossa ingår i släktet Styppeiochloa och familjen gräs. Inga underarter finns listade i Catalogue of Life.